# John Stanley Plaskett
John Stanley Plaskett (17 de noviembre de 1865 – 17 de octubre de 1941) fue un astrónomo canadiense.

## Semblanza

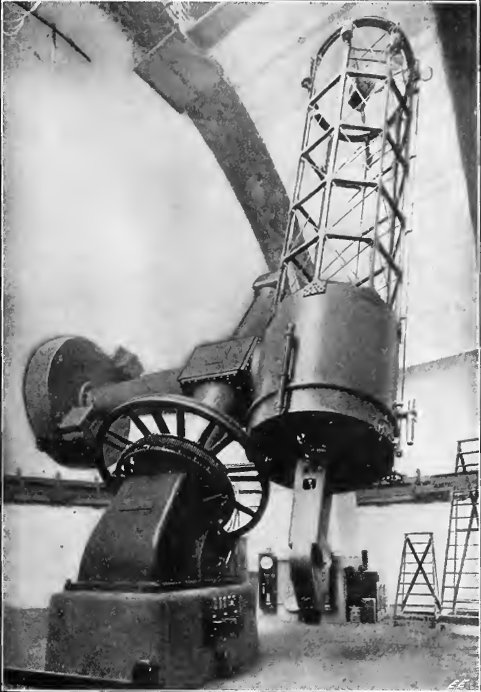
Telescopio Plaskett en el Observatorio Astrofísico Dominion.

Plaskett trabajaba como mecánico cuando le fue ofrecido un puesto en el Departamento de Física de la Universidad de Toronto para construir aparatos y como asistente para las demostraciones durante las clases. Se mostró tan interesado en su nueva actividad, que a la edad de 30 años se matriculó como un alumno más en matemáticas y física. Permaneció en la universidad hasta 1903, investigando sobre la técnica de la fotografía en color.
Su carrera astronómica formal no comenzó hasta 1903, cuando se integró en el personal del Observatorio Dominion en Ottawa. Midió velocidades radiales y realizó estudios espectroscópicos sobre estrellas binarias, desarrollando el primer análisis detallado de la estructura galáctica. Sus conocimientos mecánicos le fueron muy útiles para construir varios instrumentos. Fue el primer director del Observatorio Astrofísico Dominion en Victoria (Columbia Británica) en 1917, donde diseñó y encargó el telescopio reflector de 1,83 m de diámetro que posteriormente recibió su nombre (no debe ser confundido con el viejo Observatorio Dominion en Ottawa).
Su hijo, Harry Hemley Plaskett (1893-1980), también desarrolló una carrera muy exitosa en astronomía. Al ganar la Medalla de oro de la Real Sociedad Astronómica en 1963, convirtió a los Plaskett en una de las pocas familias en poder presumir de más de un ganador de la Medalla.

## Honores
Premios
- Medalla de oro de la Real Sociedad Astronómica (1930)[3]
- Premio Rumford (1930)[4]
- Medalla Bruce (1932)[5]
- Medalla Henry Draper de la Academia Nacional de Ciencias (1934)[6]
- Orden del Imperio Británico
- FRS[7]

Eponimia
- Asociación Plaskett NRC-HIA[8]
- El telescopio reflector Plaskett de 1,83 m de diámetro, ubicado en el Observatorio Astrofísico Dominion
- El cráter lunar Plaskett[9]
- Monte Plaskett[10]
- Medalla Plaskett[11]
- Asteroide (2905) Plaskett[12] (con su hijo H.H. Plaskett)
- Estrella Plaskett
- Plaskett Place (calle donde construyó su casa, en Esquimalt, Columbia Británica)

### Necrologías
- MNRAS 102 (1942) 70
- Obs 64 (1941) 183 (un párrafo)
- PASP 53 (1941) 323

- Datos: Q739455
- Multimedia: John Stanley Plaskett (astronomer) / Q739455